# راینوالدورن
راینوالدورن (به لاتین: Rheinwaldhorn) یک کوه در سوئیس است که در کانتون گراوبوندن واقع شده‌است. راینوالدورن ۳٬۴۰۲ متر بالاتر از سطح دریا واقع شده‌است.